# Rhytidophyllum crenulatum
Rhytidophyllum crenulatum är en tvåhjärtbladig växtart som beskrevs av Dc.. Rhytidophyllum crenulatum ingår i släktet Rhytidophyllum och familjen Gesneriaceae. Inga underarter finns listade i Catalogue of Life.